# Jaderná baterie
Jaderná baterie, nebo též nukleární, případně atomová baterie, je zařízení využívající energii rozpadu radioaktivních izotopů k výrobě elektřiny. Na rozdíl od jaderných reaktorů však jaderné baterie nevyužívají řetězovou reakci. Přestože jsou běžně označovány jako baterie, nejde o sérii elektrochemických článků a rozhodně je nelze nabíjet. Mají vysokou hustotu energie a extrémně dlouhou životnost, na druhou stranu jsou však poměrně drahé. Používají se proto pro zařízení, která musí pracovat bez obsluhy po dlouhou dobu, například zařízení v kosmu, kardiostimulátory nebo senzory a měřící přístroje na těžko přístupných nebo vzdálených místech.
Za první nukleární baterii je dnes považováno experimentální zařízení Henryho Moseleyho z roku 1913. V 50. a 60. letech 20. století byla výzkumu nukleárních baterií věnována značná pozornost vzhledem k možnosti využít je v aplikacích vyžadujících zdroje energie s dlouhou životností, například pro potřeby vesmíru. V roce 1954 RCA vyvinula prototyp "atomové baterie" využívající beta zářič v kombinaci s polovodičovým prvkem, který uvolňoval kolem 200 000 elektronů na jeden elektron beta záření. Od té doby byla pro získávání elektrické energie z radioaktivních materiálů navržena řada metod. Moderní nanotechnologie a nové polovodičové materiály s širokým zakázaným pásem navíc umožnily vytvořit nová zařízení a zajímavé materiálové vlastnosti, které dříve nebyly k dispozici.
Jaderné baterie lze podle technologie přeměny energie rozdělit do dvou hlavních skupin: tepelné a netepelné. Tepelné zdroje přeměňují část tepla generovaného jaderným rozpadem na elektřinu. Nejvýznamnějším příkladem je radioizotopový termoelektrický generátor (RTG), často používaný v kosmických sondách pro výzkum vzdáleného vesmíru. Netepelné zdroje odebírají energii přímo z emitovaného záření, dříve než se přemění na teplo. Tyto zdroje se snadněji miniaturizují a pro provoz nevyžadují teplotní gradient, jsou proto vhodné pro použití v aplikacích malého rozsahu. Nejvýznamnějším příkladem je betavoltaický článek.
Jaderné baterie do notebooku nebo mobilního telefonu, které by vydržely do konce jeho životnosti, jsou stále v nedohlednu. Někteří však vkládají naděje do velkých jaderných baterií, které by údajně mohly být dobrým bezemisním zdrojem energie.
Společnost CityLabs uvedla v roce 2012 do prodeje baterii NanoTritium. Ta k tvorbě elektrického napětí využívá rozpadu radioaktivního prvku tritia (vodík se dvěma neutrony v  jádře). Baterie se vejde na špičku prstu, stojí 3 500 až 4 500 dolarů, to je zhruba 100 000 Kč.